# 旧堡垒 (里窝那)

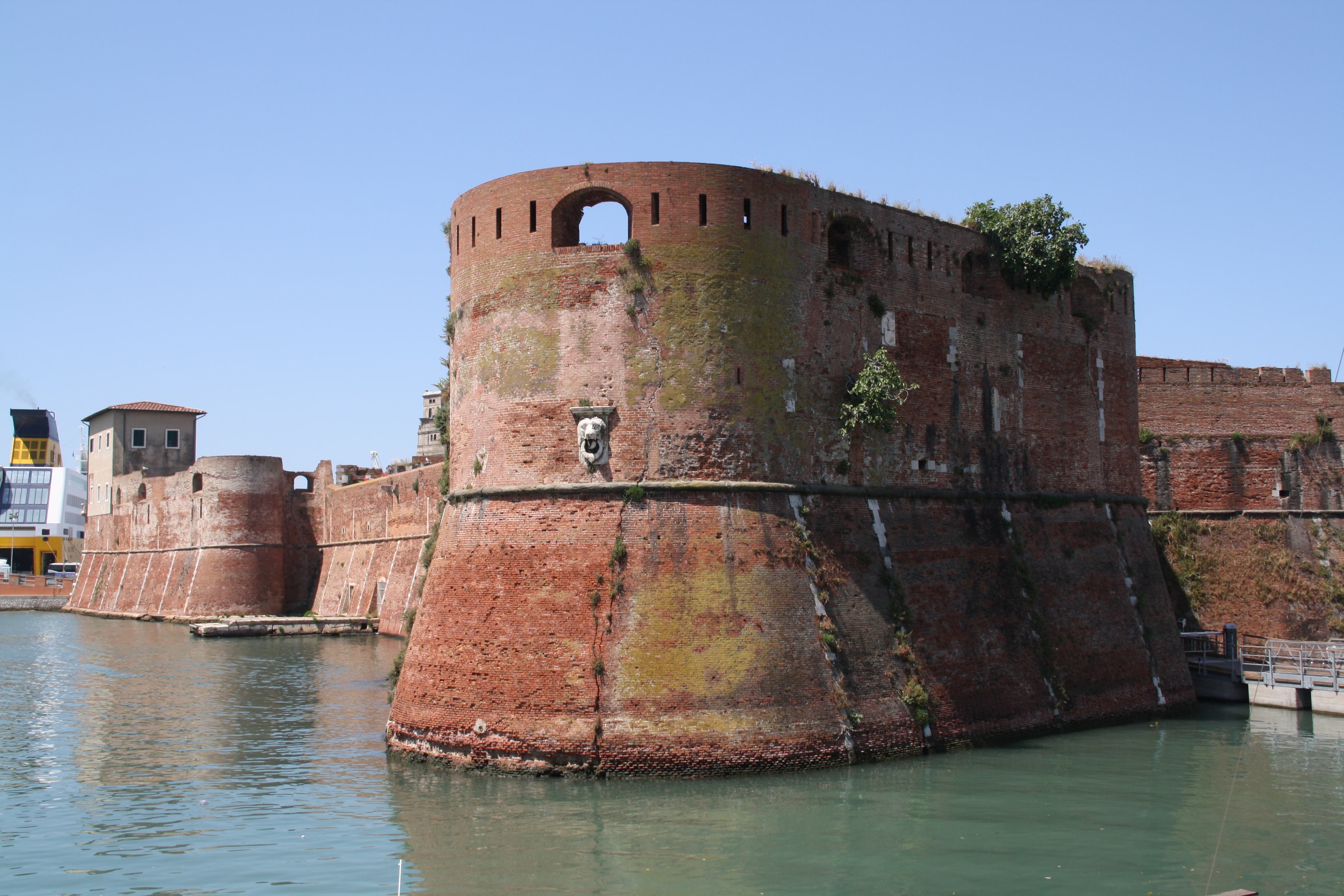
旧堡垒

旧堡垒（Fortezza Vecchia）是意大利里窝那一个防御工事，建于1518年-1534年，由朱利奥·德·美第奇枢机下令修筑。其间经过停工，因为美第奇家族流亡，1530重新开始，到亚历山德罗·德·美第奇在位时完成。它用红砖砌筑。
旧堡垒结合了原有的比萨和热那亚建筑，包括建于1077年的方形塔，1241年比萨人所建巨大的圆柱形塔，高30米。

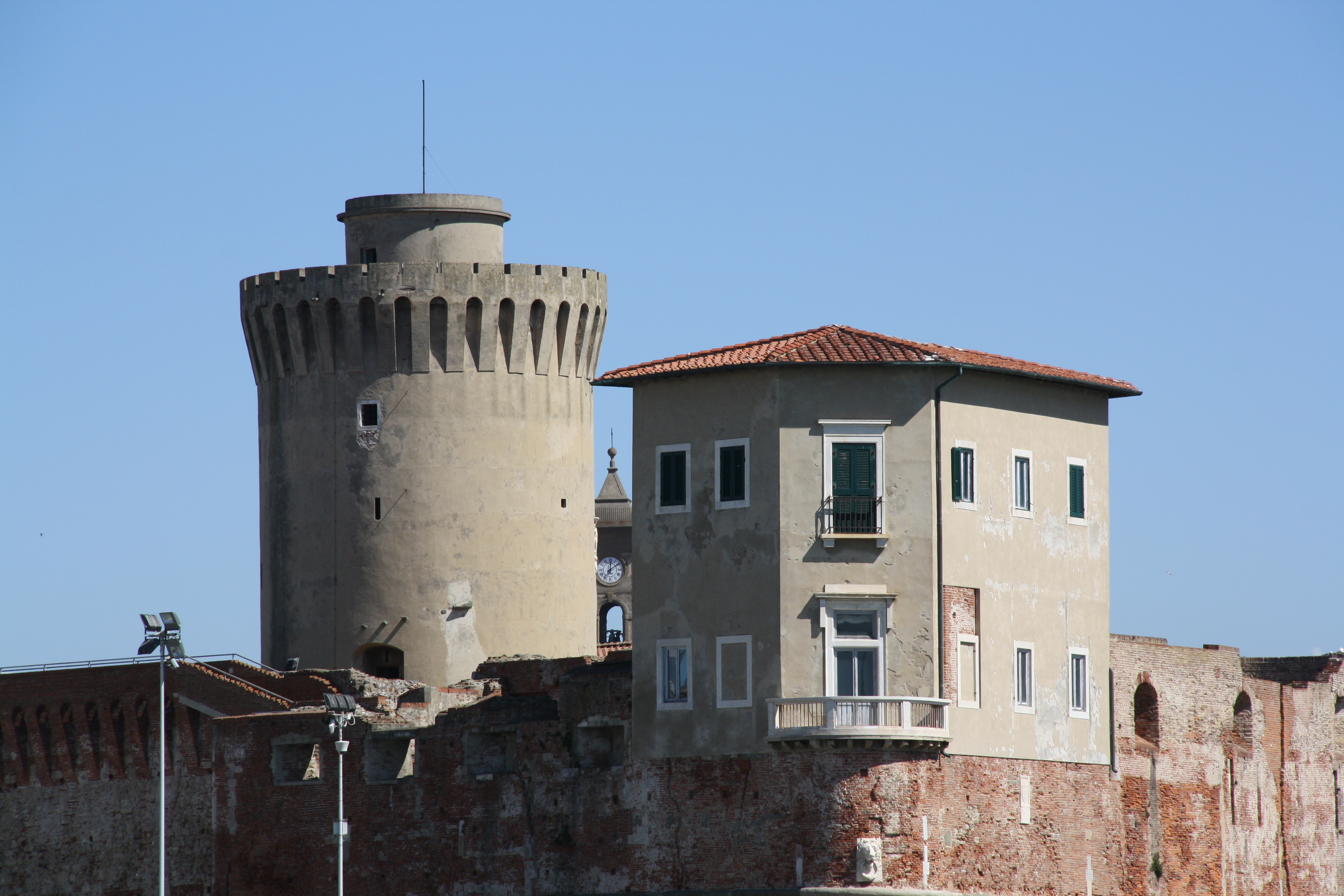
Matilda keep and Canaviglia bastion

科西莫一世在1544年建立了一个气势宏伟的宫殿，俯瞰老码头（Vecchia Darsena），第二次世界大战期间被毁。继任的弗朗切斯科一世·德·美第奇在美第奇港（Porto Mediceo）建立了一个面海的小宫殿。在对面建一个供奉圣方济各的教堂，1606年3月19日斐迪南一世将里窝那升格为城市。
哈布斯堡-洛林王朝时期，旧堡垒改变功能，由防御性结构变为托斯卡纳大公的军事院校（1769年），后又改为军营（1795年）。